# 新西兰唱片音乐协会
新西兰唱片音乐协会（英語：Recorded Music NZ）是於2013年6月由紐西蘭唱片業協會（Recording Industry Association of New Zealand）和紐西蘭音像版權有限公司（PPNZ）合併組成新西兰非營利音樂協會。協會主要負責三大領域：會員服務（包括紐西蘭音樂獎、新西兰官方音乐榜等）、音樂執照和泛音樂服務（如版權保護）等，是國際唱片業協會的成員與国际标准音像制品编码管理機構。

## 唱片認證
在合併前，紐西蘭唱片業協會負責頒發唱片銷售認證。1978年至1986年的專輯、單曲認證標準為金10,000、白金20,000。1987年至1988年的專輯、單曲認證標準為銀5,000、金10,000、白金20,000。1989年至1990年的專輯、單曲認證標準為金10,000、白金20,000。1991年後的專輯認證標準為金7,500、白金15,000。1991年至2007年5月的單曲認證標準為金5,000、白金10,000。2007年5月至2016年6月16日的單曲認證標準為金7,500、白金15,000。2016年6月17日後的單曲認證標準為金15,000、白金30,000。2004年9月至2023年3月的DVD認證標準為金2,500、白金5,000。

## 外部連結
- 官方网站
- 紐西蘭官方四十強音樂榜 （页面存档备份，存于）
- 紐西蘭音樂獎 （页面存档备份，存于）